# NGC 5425
NGC 5425 في الفهرس العام الجديد، هي مجرة، تقع في كوكبة الدب الأكبر. اكتشفت في 16 يونيو 1884 بواسطة لويس سويفت.

## روابط خارجية
- NGC 5425 على موقع ويكي سكاي: DSS2, SDSS, GALEX, IRAS, Hydrogen α, X-Ray, Astrophoto, Sky Map, Articles and images